# 15099 Janestrohm
15099 Janestrohm este o planetă minoră (asteroid) din centura de asteroizi. A fost descoperită pe 5 ianuarie 2000 la Experimental Test Site⁠(d) de Lincoln Near-Earth Asteroid Research. 
Obiectul prezintă o orbită caracterizată de o semiaxă mare de 2,6602832 UAi, o excentricitate de 0,19, o înclinație de 6,2539 ° în raport cu ecliptica.